# Erik Lundqvist
Erik Hjalmar Lundqvist (Grängesberg, 29 de junho de 1908 – Grängesberg, 7 de janeiro de 1963) foi um atleta sueco, especialista no lançamento de dardo.
Foi campeão olímpico da modalidade em Amsterdã 1928, com um recorde olímpico de 66,60 m. Duas semanas depois ele quebrou o recorde mundial, tornando-se o primeiro homem a lançar o dardo a mais de 70 m, com a marca de 71,01m. Sua melhor marca na carreira foi de 71,16 m conseguida em 1936.